# Kim Jin-i
Kim Jin-i – południowokoreański zapaśnik w stylu wolnym. Brązowy medal na mistrzostwach Azji w 2009 roku.